# Eudonia triclara
Eudonia triclara là một loài bướm đêm trong họ Crambidae.